# Berrien (Finistère)
Berrien település Franciaországban, Finistère megyében. Lakosainak száma 920 fő (2022. január 1.). Berrien Le Cloître-Saint-Thégonnec, La Feuillée, Huelgoat, Plounéour-Ménez, Scrignac és Poullaouen községekkel határos.

## Népesség
A település népességének változása:
| Lakosok száma | 1179 | 1018 | 1005 | 952  | 974  | 963  | 919  | 892  | 879  | 920  |
|               | 1968 | 1982 | 1990 | 2006 | 2013 | 2015 | 2017 | 2019 | 2020 | 2022 |